# Roermond
Roermond (limburguès Remunj) és un municipi de la província de Limburg, al sud-est dels Països Baixos. L'1 de gener del 2009 tenia 54.793 habitants repartits sobre una superfície de 71,19 km² (dels quals 10,28 km² corresponen a aigua). Limita al nord amb Beesel i Brüggen, a l'oest amb Leudal, a l'est amb Niederkrüchten i al sud amb Maasgouw i Roerdalen. La ciutat també és la seu del bisbat de Roermond.

## Centres de població
- Roermond
- Maasniel
- Leeuwen
- Asenray
- Herten
- Merum
- Ool
- Swalmen
- Boukoul
- Asselt

## Evolució de la població
| Any  | Població | Variació |
| ---- | -------- | -------- |
| 1998 | 44.128   |          |
| 1999 | 44.708   | + 580    |
| 2000 | 44.952   | + 244    |
| 2001 | 45.195   | + 243    |
| 2002 | 45.332   | + 137    |
| 2003 | 44.344   | - 988    |
| 2004 | 45.159   | + 815    |
| 2005 | 45.348   | + 189    |
| 2006 | 45.457   | + 99     |
| 2007 | 54.248   | + 8.791  |
| 2008 | 54.398   | + 150    |
| 2009 | 54.647   | + 249    |

## Administració
El consistori municipal consta de 31 membres, format des del 2006 per:
- VVD, 9 regidors
- CDA, 5 regidors
- PvdA, 5 regidors
- Burgerbelangen Roermond, 3 regidors
- SP, 3 regidors
- Demokraten Swalmen, 3 regidors
- GroenLinks, 2 regidors
- Stadspartij Roermond - 1 regidor